# ルドルフ・ヨルダン (画家)
ルドルフ・ヨルダン（Wilhelm Rudolph Jordan,1810年5月4日 - 1887年3月20日）はドイツの画家である。

## 略歴
ベルリンで生まれた。フランスから亡命したユグノーの子孫である。はじめベルリンに美術学校を開いたヴァック（Karl Wilhelm Wach:1787-1845)に学んだ後、デュッセルドルフ美術アカデミーで、フリードリッヒ・ヴィルヘルム・フォン・シャドーやカール・フェルディナンド・ゾーンに学んだ。
1830年に初めて、バルト海に浮かぶ島、リューゲン島で風景を描き、漁師の家族を描いた。デュッセルドルフの画家として、地方で働く人々を題材にした先駆者となり、北海の海辺の人々の生活を描いた。1820年代の後半に詩人のハインリヒ・ハイネが、北海の旅の旅行記を出版しており、北海への世間の関心も高まっていた。1843年に描いた『ヘルゴラント島の求婚』が好評を得た。その後もオランダ、ベルギー、フランスを旅して、人々の生活を描いた。ヨルダンの作品は版画にされて出版された。
1848年デュッセルドルフに工房を作り、多くの画家を育てた。教えた学生にはスイス生まれの、バンジャマン・ヴォーティエ（Benjamin Vautier:1829- 1898）らがいる。1848年にデュッセルドルフ芸術家協会、「マルカステン」に所属した。
1869年にプロイセン国王から赤鷲章を受勲し、没する1年前の1886年に王冠勲章（Königlicher Kronen-Orden）を受勲した。

## 作品

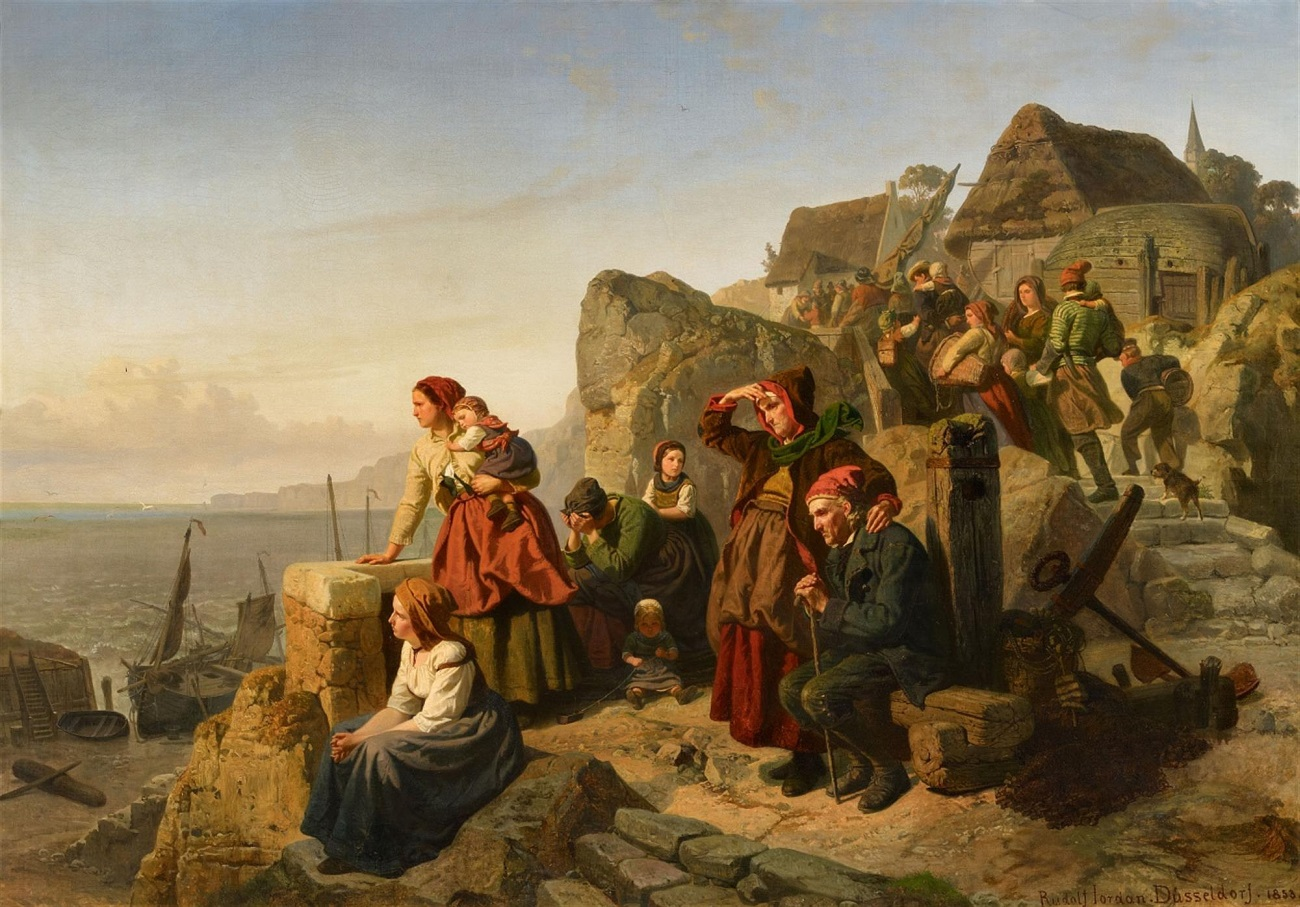
『海岸の漁師の家族』(1853)
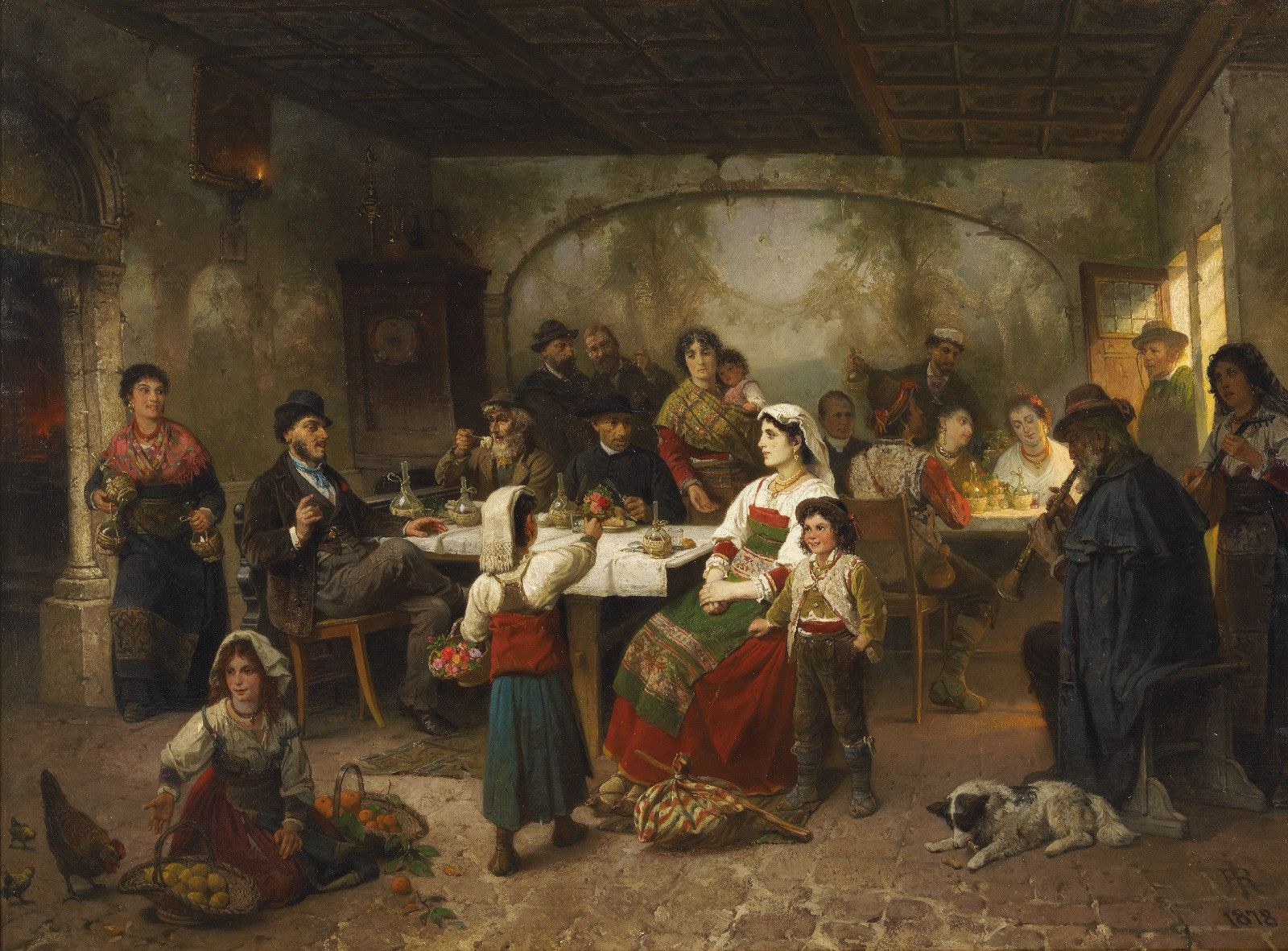
『居酒屋』(1878)
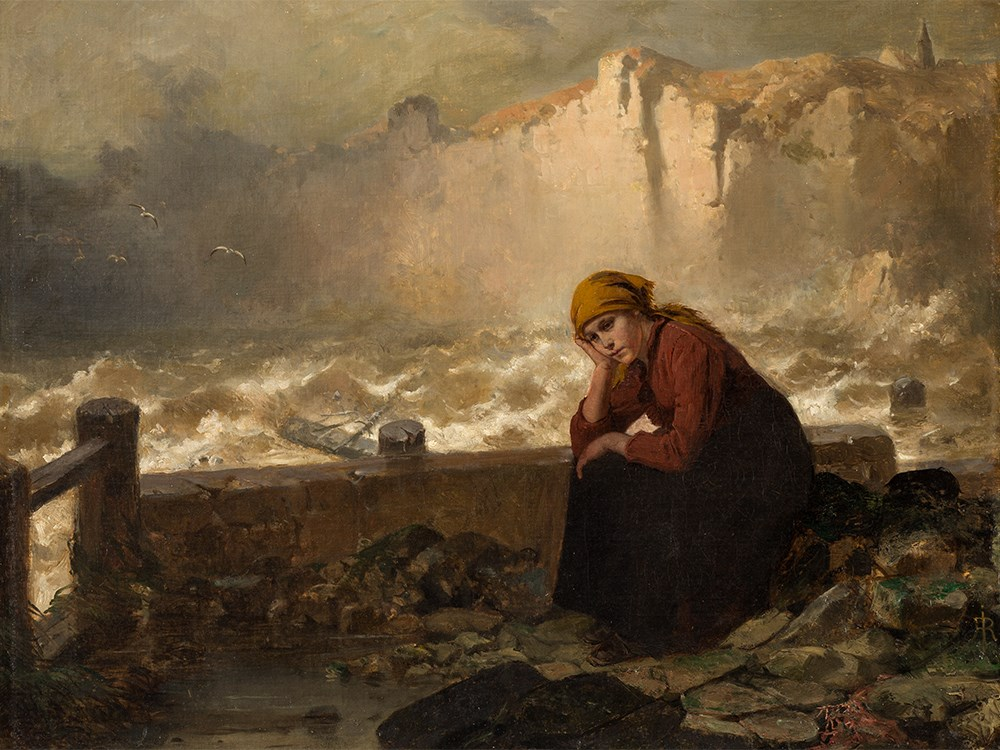
『崖』(c1860)

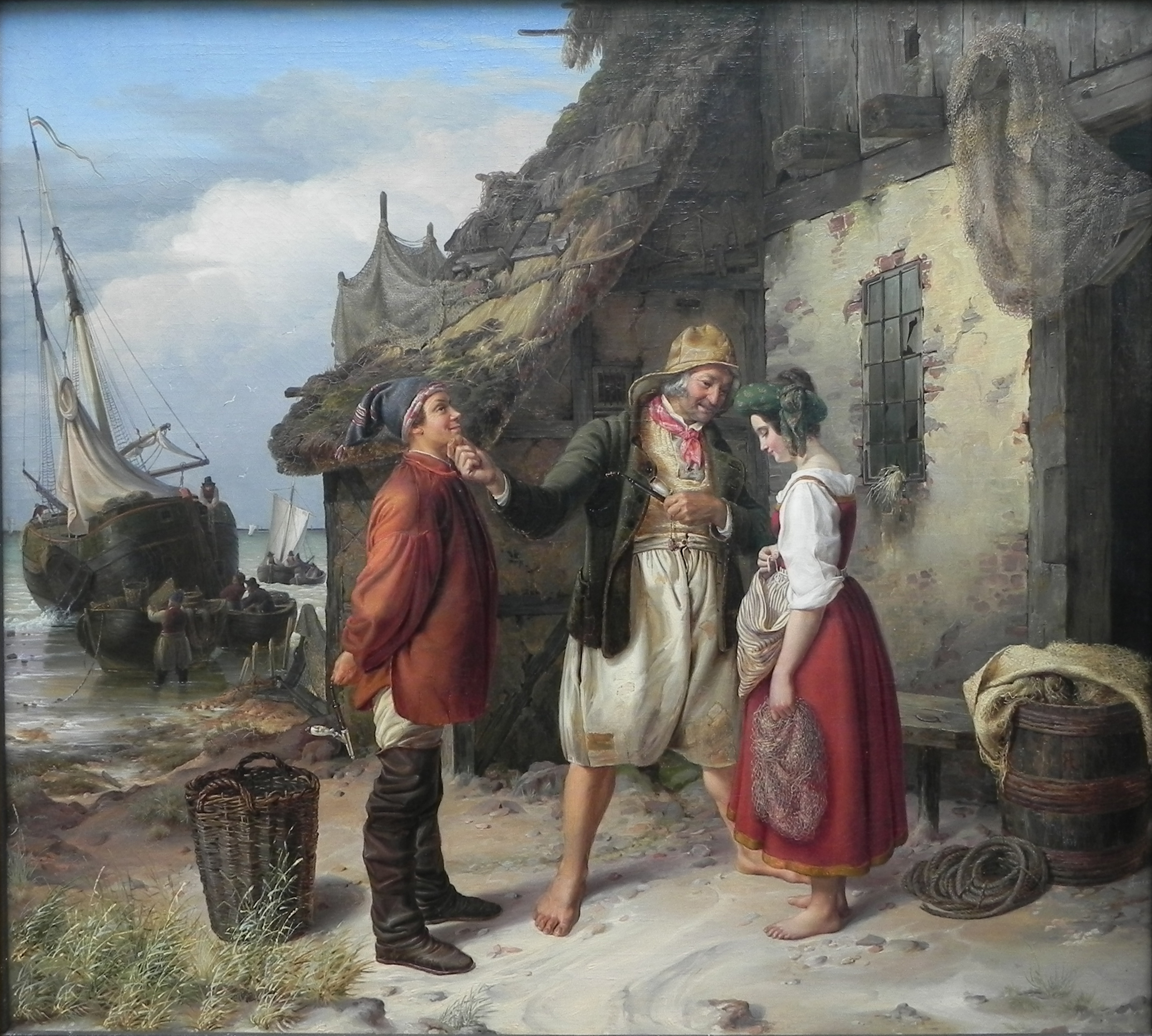
『ヘルゴラント島の求婚』
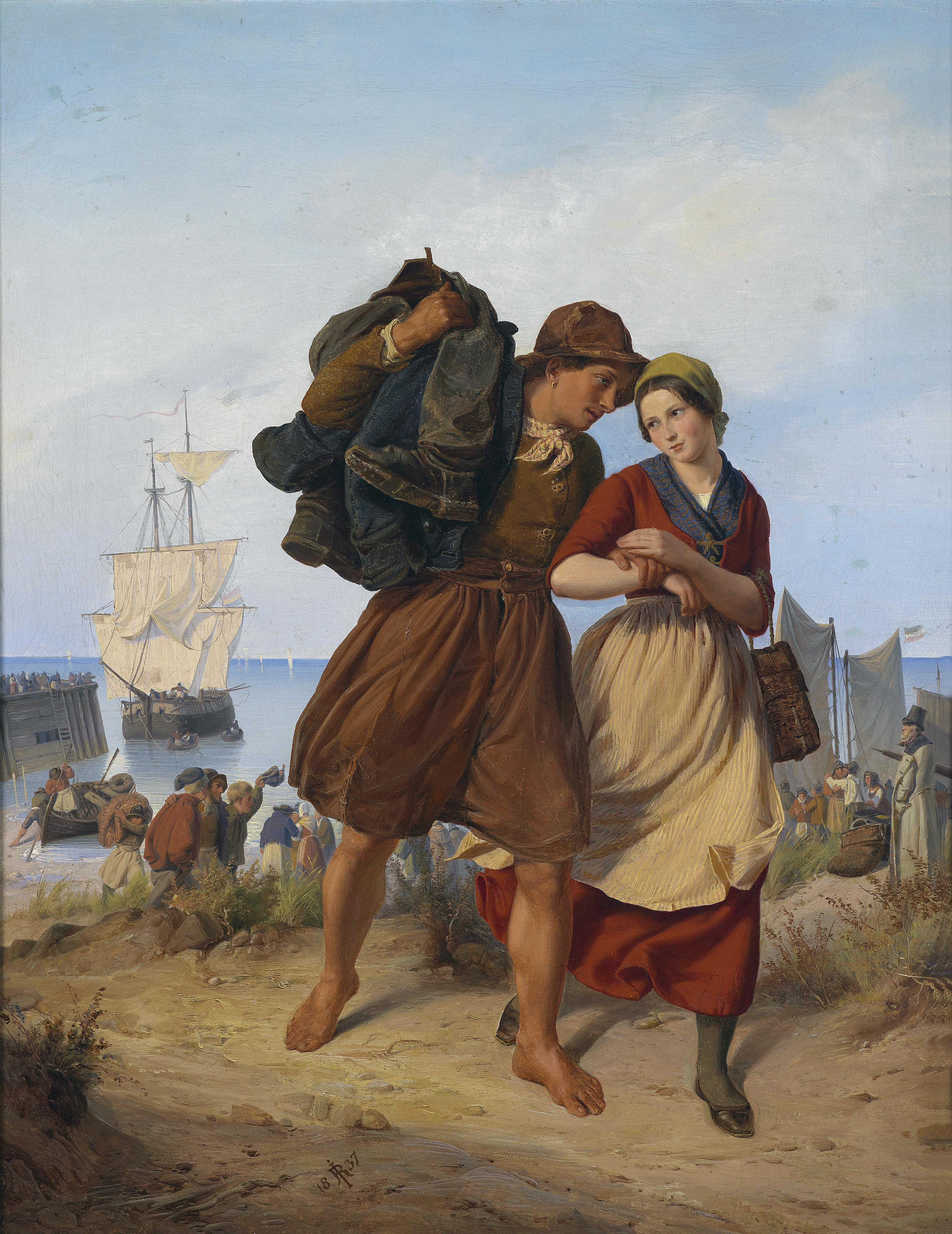
『漁師の帰宅』
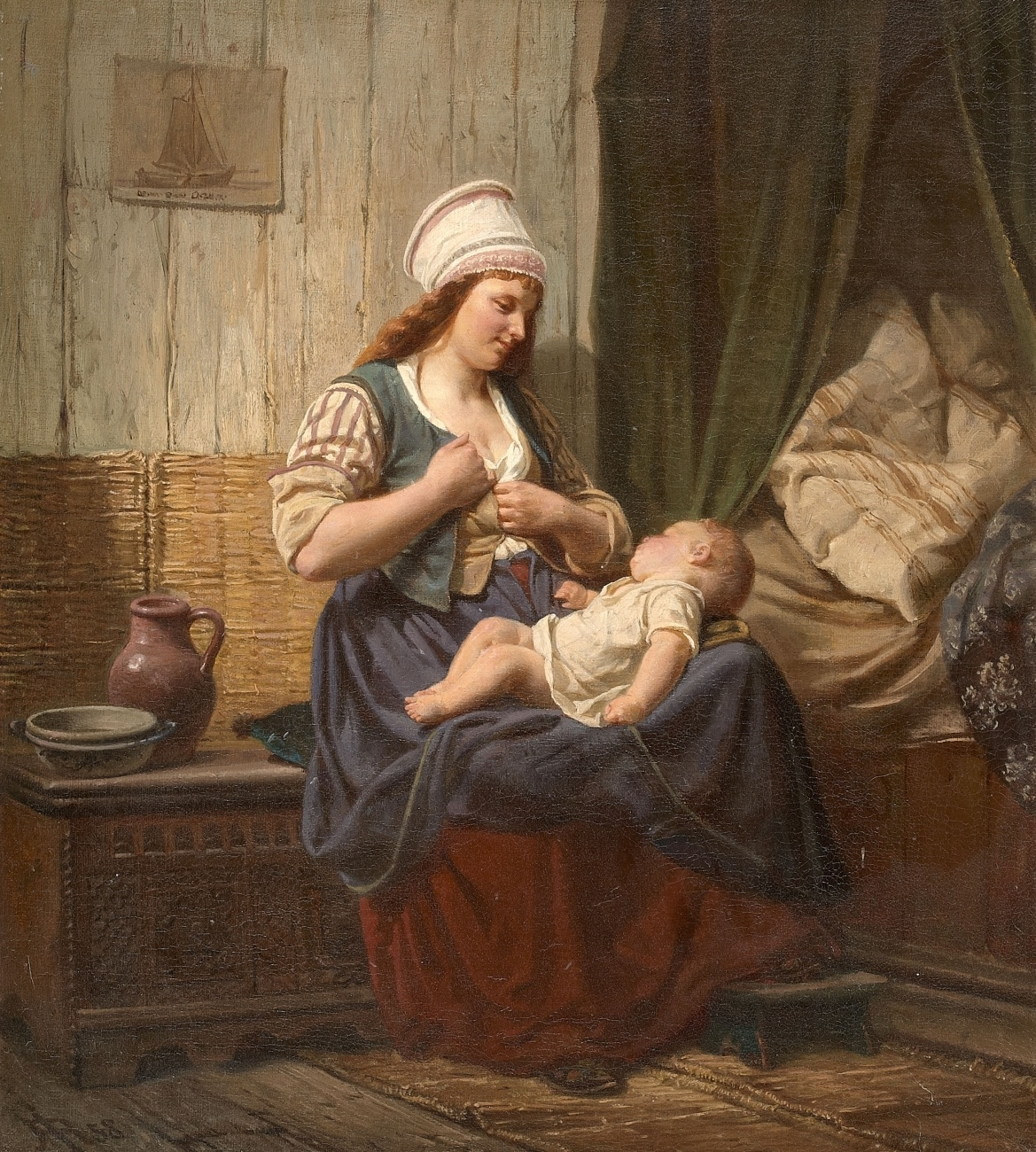
『母と子』
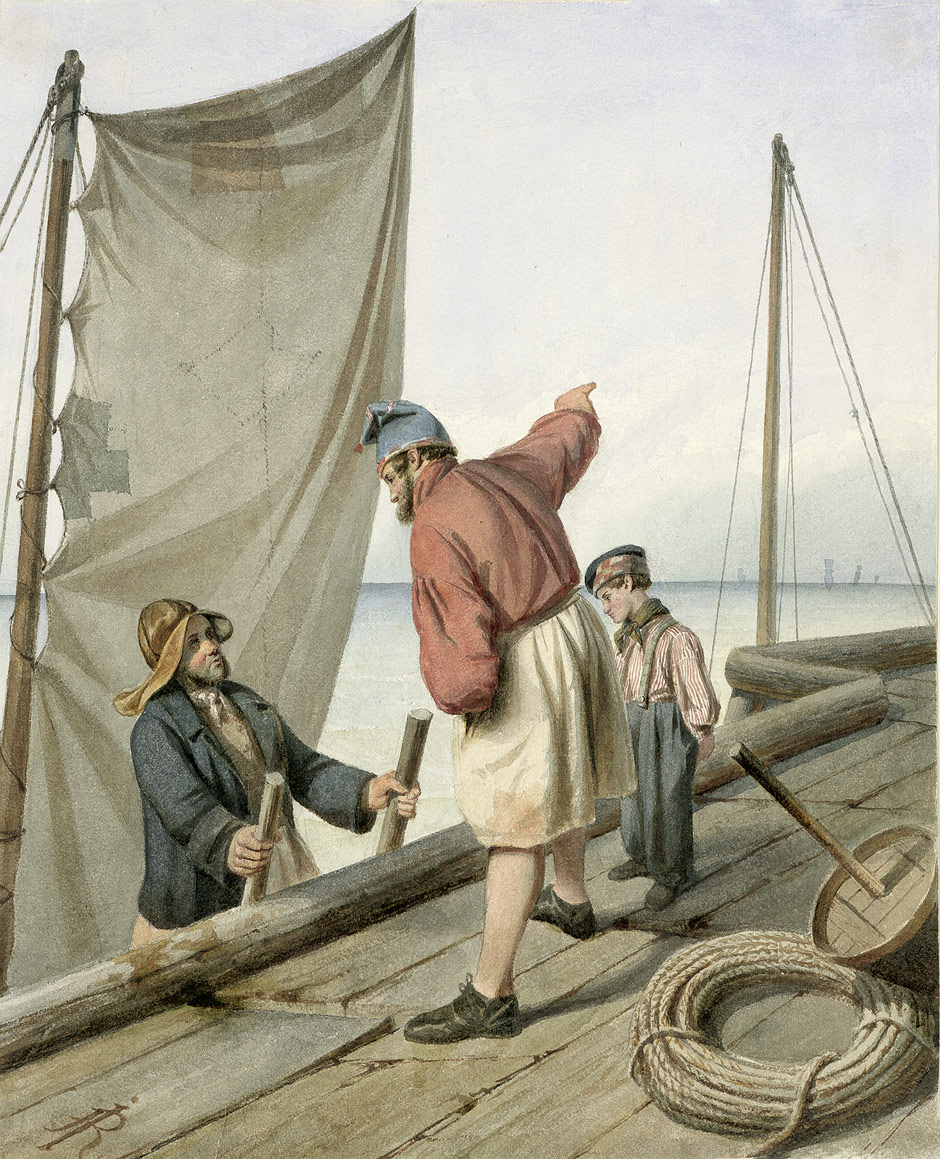
挿絵